# Pajaseque
Pajaseque (Pausaqui, Paxaseque) jedno od plemena Carrizos Indijanaca koje su Španjolci otkrili 1746./7. pokraj današnjeg Corpus Christija. Kasnije oni odlaze na misiju San Antonio de Valero među druga plemena toga dijela Teksasa, gdje će im se izgubiti trag. Bande Carrizos Indijanaca, ustanovljeno je, pripadaju porodici Comecrudan, prije klasificirane u Coahuiltecan govornike. 

## Vanjske poveznice
- Pajaseque Indians